# Ершов, Никита Владимирович
Никита Владимирович Ершов (род. 17 сентября 2002, Шебекино, Белгородская область) — российский футболист, полузащитник клуба «Космос».

## Биография
Воспитанник академии футбола города Шебекино. С 2020 по 2021 выступал за «Салют» (Белгород) во Втором дивизионе. В сезоне 2021/22 сыграл 10 матчей и забил два гола в ФНЛ-2 за «Факел-М».
29 июня 2022 года подписал контракт с воронежским «Факелом». Дебютировал 29 сентября в матче Кубка России против самарских «Крыльев Советов». 28 октября дебютировал в чемпионате России против «Оренбурга» (4:1), выйдя на 74-й минуте матча.
22 февраля 2023 года перешёл в омский «Иртыш» на правах аренды до конца сезона 2022/23. 19 июля 2023 года снова отправился в аренду в «Иртыш» до конца сезона 2023/24 с возможностью возвращения после окончания первой части чемпионата.
2 августа 2024 года покинул «Факел» и перешёл в дзержинский «Арсенал».

## Статистика
| Выступление      | Выступление      | Выступление      | Лига | Лига | Кубки | Кубки | Итого | Итого |
| Клуб             | Лига             | Сезон            | Игры | Голы | Игры  | Голы  | Игры  | Голы  |
| ---------------- | ---------------- | ---------------- | ---- | ---- | ----- | ----- | ----- | ----- |
| Салют (Белгород) | ФНЛ-2            | 2020/21          | 6    | 0    | 1     | 0     | 7     | 0     |
| Салют (Белгород) | ФНЛ-2            | 2021/22          | 1    | 0    | 1     | 0     | 2     | 0     |
| Салют (Белгород) | Итого            | Итого            | 7    | 0    | 3     | 0     | 10    | 0     |
| Факел            | Премьер-лига     | 2022/23          | 1    | 0    | 1     | 0     | 2     | 0     |
| Факел            | Итого            | Итого            | 1    | 0    | 1     | 0     | 2     | 0     |
| → Факел-М        | ФНЛ-2            | 2021/22          | 10   | 2    | —     | —     | 10    | 2     |
| → Факел-М        | Итого            | Итого            | 10   | 2    | —     | —     | 10    | 2     |
| → Иртыш          | Вторая лига      | 2022/23          | 9    | 1    | —     | —     | 9     | 1     |
| → Иртыш          | Итого            | Итого            | 9    | 1    | 0     | 0     | 9     | 1     |
| Всего за карьеру | Всего за карьеру | Всего за карьеру | 27   | 3    | 4     | 0     | 31    | 3     |